# Girgan
Girgan (Jordi) va ser un cap dels alans. Els alans eren un poble asiàtic nòmada i guerrer.
A la crònica 215 de Ramon Muntaner es descriu la traïció a Roger de Flor al setè dia d'arribar a Adrianòpolis. Miquel IX Paleòleg va fer venir Girgan, cap dels alans, i Melic, cap dels turcoples amb uns vuit mil homes a cavall. Aquell mateix dia, havent sopat, va entrar Girgan al palau i devant Xor Miqueli i la seva dona va esquarterar el cèsar (Roger de Flor) amb l'espasa i tots els seus acompanyants. Només van sobreviure tres cavallers que es van poder escapar a dalt d'un campanar.